# Mario Longo Dorni
Mario Longo Dorni (Ornavasso, 11 settembre 1907 – Poggio a Caiano, 18 agosto 1985) è stato un vescovo cattolico italiano.

## Biografia
Nato ad Ornavasso nel 1907, fu ordinato sacerdote nel 1930.
Fino al 1932 fu coadiutore a Villadossola e dal 1934 al 1939 fu parroco a Pieve Vergonte. Durante gli anni della guerra guidò la parrocchia di Borgosesia, incarico che mantenne fino al 1946.
In seguito divenne vicario generale della diocesi di Novara, canonico teologo della cattedrale e professore di eloquenza in seminario.
Il 24 aprile 1954 fu nominato vescovo di Pistoia e, il 6 maggio consacrato vescovo dal vescovo di Novara Gilla Vincenzo Gremigni.
Il 27 giugno fece il suo ingresso solenne in diocesi. Nel suo lungo episcopato contribuì alla costituzione della Caritas diocesana e alla creazione della Missione Pistoia nella Arcidiocesi di Manaus in Brasile. 
Resse la diocesi di Pistoia fino al 1981 quando diede le dimissioni. Si ritirò poi nella casa di riposo di Bonistallo (frazione del comune di Poggio a Caiano) dove morì il 18 agosto 1985. Fu sepolto nella cattedrale di Pistoia.

## Genealogia episcopale e successione apostolica
La genealogia episcopale è:
- Cardinale Scipione Rebiba
- Cardinale Giulio Antonio Santori
- Cardinale Girolamo Bernerio, O.P.
- Arcivescovo Galeazzo Sanvitale
- Cardinale Ludovico Ludovisi
- Cardinale Luigi Caetani
- Cardinale Ulderico Carpegna
- Cardinale Paluzzo Paluzzi Altieri degli Albertoni
- Papa Benedetto XIII
- Papa Benedetto XIV
- Papa Clemente XIII
- Cardinale Marcantonio Colonna
- Cardinale Giacinto Sigismondo Gerdil, B.
- Cardinale Giulio Maria della Somaglia
- Cardinale Carlo Odescalchi, S.I.
- Cardinale Costantino Patrizi Naro
- Cardinale Lucido Maria Parocchi
- Papa Pio X
- Cardinale Gaetano De Lai
- Cardinale Raffaele Carlo Rossi, O.C.D.
- Arcivescovo Gilla Vincenzo Gremigni, M.S.C.
- Vescovo Mario Longo Dorni

La successione apostolica è:
- Vescovo Rino Carlesi, M.C.C.I. (1967)
- Arcivescovo Benvenuto Matteucci (1968)